# Okt-1-en-3-ol
Okt-1-en-3-ol (1-okten-3-ol, oktenol nebo houbový alkohol) je sekundární alkohol. Za normálních podmínek se jedná o krystalickou látku, přičemž existují dva její enantiomery.

## Použití
Látka je významná především svojí schopností přitahovat hmyz, typicky komáry. Přirozeně se vyskytuje i v lidském potu a dechu, stejně tak i v některých houbách a rostlinách. Okt-1-en-3-ol je také považován spolu s dalšími podobnými alkoholy a ketony jako jeden ze zdrojů „chuti kovů a rzi“, kde vzniká z jiných organických látek za katalytického působení rzi apod.
Využívá se například v pastích na komáry, kde spolu s oxidem uhličitým a umělým zahříváním láká komáry. Oktenol je lehce až středně toxický, se
střední smrtelnou dávkou (LD50) 50–340 mg/kg.